# حمض البرشلونيك ب
حمض البرشلونيك ب هو مادة سامة خلويا معزول من بنيسيليوم ألبوكوريميوم.